# Bandiala
Der Bandiala ist ein Fluss in dem westafrikanischen Staat Senegal. Er ist ein linker südlicher Mündungsarm des in den Atlantik mündenden Saloum.

## Geographie
- Karte mit allen Koordinaten:
- OSM |
- WikiMap

Der Bandiala ist in Höhe der Île de Gouk mit  dem Diombos verbunden, von dem er nach links und Süden abzweigt, und der seinerseits ein linker Mündungsarm des Saloum ist.
Circa 29 Kilometer weiter südsüdwestlich erreicht der Bandiala, sechs Kilometer nordwestlich der gambischen Grenze, die flachen Küstengewässer und mündet in das offene Meer. Unter Berücksichtigung seines leicht mäandrierenden Laufs ergibt sich eine Fließstrecke von etwa 40 Kilometer. Sein Wasser trennt die Îles Bétanti im Westen von dem Festland am Ostufer. An diesem Ufer liegen die Dörfer Toubacouta und Missira. Dort finden sich die wenigen überschwemmungssicheren Uferzonen. Der Fluss sucht sich ansonsten seinen Weg durch eine rund 2000 Meter breite Galerie von der Gezeitenströmung ausgesetzten amphibischen Mangrovenwäldern.
Während der Bandiala mit einer Breite von etwa 800 Meter vom Diombos abzweigt, verengt er sich bei Toubacouta auf etwa 200 Meter. Vor der Mündung an der Küste weitet er sich wieder auf etwa 700 Meter.
In Höhe der Île de Gouk bündeln sich die Mündungen mehrerer aus dem Binnenland kommenden Wasserläufe. Von Norden nach Süden aufgezählt sind dies der Bôlon Irragago, der Bôlon Sokone, sowie der kurze Bôlon Sangako. Zwischen den beiden letztgenannten gibt es einen weiteren Wasserlauf, für den bei Geonames kein „Item“ vergeben worden ist. Nach der Geonames-Systematik bedeutet dies, dass hier kein Wasserlauf mündet, sondern dass er sich fortsetzt. Zum Meer hin setzen sich nur der Diombos und der Bandiala fort. Nach der bei OpenStreetMap gewählten und vermutlich mit einem Schreibfehler behafteten Namensgebung handelt es sich bei dem 21 Kilometer östlich von Toubacouta beginnenden Intermittierenden Gewässer (13° 46′ 46″ N, 16° 16′ 55″ W), dessen Bett sich nur in der Regenzeit mit Wasser füllt, und dessen Talweg mit einem kaum sichtbarem Bett beginnt, um den Oberlauf des Bandiala.